# Опструкција врата мокраћне бешике
Опструкција врата мокраћне бешике (ОВМБ) је блокада у дну бешике, која смањује или зауставља проток урина у уретру која избацује урин из тела.

## Епидемиологија
Права преваленција опструкција врата мокраћне бешике у мушкој и женској популацији није позната. Најбољи доступни епидемиолошки подаци заснивају се на стопама инциденције у специфичним популацијама, а не у општој популацији. Више таквих података је доступно за мушкарце него за жене. Поред тога, студије које су спроведене искључиле су старије мушкарце, како би се избегао могући допринос бенигне хиперплазије простате.
У ретроспективном прегледу 137 мушкараца старих 50 година или млађих са хроничном дисфункцијом мокрења и абнормалном уродинамиком, др Каплан је пријавио 54% учесталости опструкција врата мокраћне бешике.
У проспективној студији на 85 мушкараца старости од 18 до 45 година са ЛУТС-ом који су пристали на уродинамску процену, др Нити је открио 47% инциденције опструкција врата мокраћне бешике.
У студији на 84 тајванска мушкарца млађих од 55 година који су упућивани због хроничне дисфункције мокрења и опструктивног уротока, др Ианг пријави је  33% учесталости опструкција врата мокраћне бешике.
Подаци о инциденци и преваленци опструкција врата мокраћне бешике у женској популацији су оскудни. Већина извјештаја о ентитету код жена укључује само неколико случајева. Студија уродинамичких налаза у великој кохорти жена са ЛУТС различитих типова открила је 4,6% инциденцу опструкције врата мокраћне бешике.

## Етиологија
Опструкција врата мокраћне бешике је уобичајено код старијих мушкараца. Често је узрокована увећаном простатом или камењем у бешици и раком мокраћне бешике нешто чешће код мушкараца него код жена. Како мушкарац стари, шансе да добије ове болести увелико се повећавају.
Други уобичајени узроци опструкција врата мокраћне бешике  укључују:
- тумори карлице (цервикс, простата, материца, ректум)

- сужење цеви која изводи урин из тела из бешике (уретре), због ожиљног ткива или одређених урођених мана

Мање уобичајени узроци опструкције врата мокраћне бешике укључују:
- цистокеле (када бешика падне у вагину)

- страни предмети у бешици или уретри

- грчеви мишића уретре или карлице

- ингуинална (препонска) кила

Клиничка слика
Симптоми опструкције врата мокраћне бешике могу се разликовати, али начелни могу су:
- бол у стомаку

- непрекидан осећај пуне бешике

- често мокрење

- бол током мокрења (дизурија)

- проблеми при покретању мокрења (уринарно оклевање)

- спор, неуједначен проток мокраће, понекад немогућност мокрења

- напрезање које претходи мокрењу

- инфекција уринарног тракта

- буђење ноћу ради мокрења (никтурија)

- уринарна инконтиненција

## Терапија
Лечење опструкције врата мокраћне бешике зависи од његовог узрока. Иако се многе болести које узрокују овај проблем могу се лечити лековима, обично у већини случајева лечење почиње пласирањем  урунарног катетера који се убацује у бешику кроз уретру. Ово се ради да би се отклонила блокада. Понекад се катетер у виду  супрапубичне цеви поставља кроз подручје стомака у бешику да би се дренирала бешика.  
Лекови
Од лекова α-блокатори су били главни ослонац фармакотерапије за опструкцију врата мокраћне бешике. Иако се претпоставља да велики део њиховог ефекта укључује глатке мишиће врата бешике, α-блокатори могу такође утицати на бешику преко локалних или централних механизама, као што се претпоставља да је случај у лечењу бенигне хиперплазије пристате. Међутим, за разлику од терапије α-блокаторима за бенигну хиперплазију пристате, забележен је само променљив успех за терапију α-блокатором за опструкцију врата мокраћне бешике. Већина студија је била мала, нерандомизована и неконтролисана, без конзистентности у врсти или дози лека. Поред тога, нема пријављених плацебом контролисаних студија, а исходи су били променљиви. Већина студија извештава о субјективним резултатима, уз релативну недовољну дозу лекова, а није постојано забележен ниједан параметар који би предвидео успех или неуспех.  
Операција
У циљу дуготрајно излечења ОВМБ се најчешће лечи оперативно.  

## Прогноза
Већина узрока ОВМБ може се излечити ако се дијагностикује и лечи рано. Међутим, ако се дијагноза или лечење одложи, то може изазвати трајно оштећење бешике или бубрега.